# City West Link
Der City West Link ist eine Ausfallstraße in Sydney im Osten des australischen Bundesstaates New South Wales. Sie verbindet die Victoria Road am westlichen Ende der ANZAC Bridge in Rozelle mit der Parramatta Road (Great Western Highway) in Five Dock. Damit stellt sie eine Alternativroute zur Parramatta Road von der Innenstadt zu den westlichen Vororten der Stadt dar.

## Verlauf
Der City West Link beginnt an der Victoria Road (S40) in Rozelle. Parallel zur Lilyfield Road verläuft er nach Westen durch Lilyfield zur Iron-Cove-Bucht. Von dort führt er etwa 1,5 km nach Südwesten und endet an der Parramatta Road (Met-4) in Five Dock.

## Geschichte
Der City West Link war – zur Enttäuschung der Anwohner – nichts anderes als der Ausbau vorhandener Straßen auf mindestens vier Fahrspuren. Die Arbeiten wurden in vier Bauabschnitten durchgeführt:
- Bauabschnitt 1 (fertiggestellt im Dezember 1991): Höhenfreier Anschluss an die Victoria Road
- Bauabschnitt 2 (fertiggestellt im Februar 1993): Verbreiterung der Brenan Street zwischen The Crescent in Rozelle und der Catherine Street in Lilyfield. Bis zur Fertigstellung des nächsten Bauabschnittes wurde die Brenan Street zur Einbahnstraße, die in die Lilyfield Road mündete.
- Bauabschnitt 3 (fertiggestellt im Mai 1995): Verbreiterung der Dobroyd Parade und der Wattle Street auf vier Fahrspuren von der Parramatta Road bis zum Hawthorne Canal (Iron Cove)
- Bauabschnitt 4 (fertiggestellt im Dezember 2000): Verbreiterung der Verbindung von Dobroyd Parade und Catherine Street, einschließlich einer neuen Brücke über den Hawthorne Canal am Iron Cove. Der City West Link wurde der Metroad 4 zugeschlagen.

Anfang 2004 beschwerten sich bereits die Autofahrer, dass die neue Straße knapp vier Jahre nach ihrer Fertigstellung schon überlastet war. Da sie in Five Docks in die Parramatta Road mündet, entlastet sie zwar den von dort aus zur Innenstadt weiterführenden Teil der Parramatta Road, verlegt auf ihr den Flaschenhals aber nur weiter stadtauswärts und beseitigt ihn nicht.
2005 wurde ein Flaschenhals am östlichen Ende des City West Link beseitigt. Bis dahin wurden die beiden Fahrspuren an der Überleitung zur Victoria Road stadteinwärts, westlich der ANZAC Bridge, auf nur eine Fahrspur reduziert. Nun hat man die beiden Fahrspuren bis zur Victoria Road durchgezogen, wo sie zusammen mit den drei Fahrspuren der Victoria Road auf vier Fahrspuren über die ANZAC Bridge reduziert werden.

## Ausbaupläne
Die Straßenverkehrsbehörde von New South Wales wollte den City West Link an den Western Motorway anschließen und somit die Parramatta Road komplett umgehen. Auch alle höhengleichen Kreuzungen am City West Link wollte man im gleichen Zug beseitigen. Der Ausbau wäre schwierig gewesen und hätte den Bau von Brücken für den City West Link über die betreffenden Kreuzungen bedingt, von denen einige aus Platzmangel nur zweispurig hätten ausgeführt werden können.
Anwohner und Aktionsgruppen machten Befürchtungen geltend, dass solch ein Ausbau die jetzt schon vorhandenen Verkehrsstauungen nur noch verschlimmern würde. Ende 2004 wurde dieses Projekt aufgegeben.